# Sinopotamon depressum
Sinopotamon depressum is een krabbensoort uit de familie van de Potamidae.